# ダニエル・アジャラ
ダニエル・サンチェス・アジャラ（スペイン語: Daniel Sánchez Ayala、1990年11月7日 - ）は、スペイン・アンダルシア州セビリア県エル・サウセホ出身のプロサッカー選手。ロザラム・ユナイテッドFC所属。ポジションは、ディフェンダー。

## 経歴
セビージャFCの下部組織でプレーを始めた。2007年9月、セビージャとプロ契約を結ぶことを拒否しリヴァプールFCの下部組織に移籍。リヴァプールはセビージャに育成補償金を支払った。2009年8月16日のプレミアリーグ・トッテナム・ホットスパーFC戦でトップチームデビュー。3日後のストーク・シティFC戦で初スタメン。11月12日、リヴァプールとの契約を2012年夏まで延長した。
しかしこの後は出番を得られず、ハル・シティAFCとダービー・カウンティFCへのレンタルを経て2011年夏に80万ポンドでノリッジ・シティFCに放出された。
2014年1月24日、レンタルで加入していたミドルズブラFCに完全移籍。
2020年9月15日、ブラックバーン・ローヴァーズFCと3年契約を結んだ。
2023年10月27日、ロザラム・ユナイテッドFCに加入した。

## タイトル

### 個人
- フットボールリーグ・チャンピオンシップ年間最優秀選手:2016[8]
- フットボールリーグ・チャンピオンシップ年間ベストイレブン:2016